# Museo civico di Cerchio
Il Museo civico di Cerchio, già Museo di Arte Sacra, è un museo situato nell'omonimo comune abruzzese. Con i suoi 900 m² è uno degli spazi museali più grandi della Marsica.

## Storia
La storia del museo inizia dopo il terremoto del 1915: la volta della chiesa della Madonna delle Grazie crollò e si procedette al restauro; durante questo, si accatastarono in alcuni locali della chiesa opere provenienti dalla stessa chiesa e da altri edifici di culto cittadini.
Nei locali situati accanto alla chiesa madre di Santa Maria delle Grazie, un tempo sede di un convento degli agostiniani scalzi, una parte venne riservata a casa del priore, mentre l'altra ospitò il museo di arte sacra.
Al termine della seconda guerra mondiale, nei locali liberati vennero ospitate le collezioni degli argenti e del costume, mentre nel chiostro fu allestito il museo delle tradizioni contadine e pastorali.
Il museo civico, voluto dallo storico Fiorenzo Amiconi e istituito ufficialmente il 21 ottobre 1986, è ospitato in sei sale. Le opere raccolte spaziano all'incirca dal XIV al XIX secolo. Nel 1990 lo spazio museale interno venne ampliato con la sezione etnografica e della civiltà contadina e pastorale e successivamente con quella riservata alla Repubblica Italiana.
Lo spazio museale chiuso per un periodo dopo il terremoto dell'Aquila del 2009 è stato restaurato e riaperto il primo settembre 2018.

## Descrizione
Sala 1
- Madonna con Bambino (XIX sec.)
- San Taddeo (XVIII sec.)
- Natività (Marcus Antonius,XVI sec.)
- Santo (XVIII sec.)
- Madonna del Carmine (1646?)
- Madonna della Cintola e Santi (XVII-XVIII sec.)
- San Nicola (1763)

Sala 2
- San Carlo Borromeo (XVIII sec.)
- San Rocco (Paolo De Matteis, XVII sec. circa)
- Santa Chiara di Montefalco (XVIII sec.)
- S.Gregorio magno e Maria SS. (XVIII sec.)
- statua della Madonna addolorata (XIX sec.)
- scultura Cristo Deposto (XVIII-XIX sec.)

Sala 3
- Pianoforte (XIX sec.)
- Madonna del Carmine (XVIII sec.)
- busto di San Vincenzo Ferrer (XIX sec.)
- Sant'Elena (XIX sec.)
- Immacolata Concezione (XIX sec.)
- statua di S.Emidio (XVIII sec.)
- San Fulgenzio (XVIII sec.)

Sala 4
- Sacra Famiglia e Angeli (XVIII sec.)
- Sacra Famiglia (XVII-XVIII sec.)
- Martirio dei SS.Giovanni e Paolo patroni [Franciscus Septi, (Ercole Setti), 1612]
- sculture di SS.Giovanni e Paolo (XVIII sec.)

Sala 5
- scultura S.Francesco di Paola (XIX sec.)
- Madonna delle Grazie (XIX sec.)
- S.Filomena (XIX sec.)
- Madonna del Carmine (XIX sec.)
- Bolla Indulgentarium (XIV-XV sec.)
- Bolla (1610)
- Bolla della Confraternita SS Sacramento (1542)

Sala 6
- Antifonario (XIII sec.)
- Antifonario (XIII-XIV sec.)
- Tabernacolo (Giovanni Feneziani, 1903)
- Tabernacolo (XVIII-XIX sec.)
- Tabernacolo (XVIII-XIX sec.)
- Tabernacolo dorato (Giovanni Feneziani, 1903 c.)
- Reliquario policromo dorato (XVIII sec.)